# ジェノスタジオ
株式会社ジェノスタジオ（英: GENO STUDIO INC）は、日本のアニメ制作会社。株式会社EOTAの子会社。

## 歴史
2015年9月29日、『虐殺器官』を制作していたアニメ制作会社「マングローブ」が事業を停止（同年11月4日に破産手続開始）し、作品の公開はおろか完成すら危うくなるという事態が発生した。この映画のチーフプロデューサーだった山本幸治は「混乱と激動を極めた」プロジェクトを完遂させるべく同年11月に「ジェノスタジオ」を設立、自ら代表取締役となった。会社の名前の由来も『虐殺器官』の英題「Genocidal Organ」の「Geno」からとられている。
このように設立経緯こそ異例であるが、当初からアニメーション制作を継続して行う予定であり、2017年10月には3つのテレビアニメーション作品の（元請）制作を発表している。
なお、代表である山本はフジテレビの元社員であり、フジテレビの深夜アニメ枠・ノイタミナにも深く関与した人物だが、ジェノスタジオは資本的にはフジテレビとの関連は無く、当面はノイタミナ枠でテレビアニメを放送する予定もない。
上海絵界文化伝播有限公司（上海絵梦）は同社の無議決権株主である。

## 作品履歴

### テレビアニメ
| 開始年 | 放送期間    | タイトル                   | 監督       | アニメーション プロデューサー | 原作       | 備考   |
| ------ | ----------- | -------------------------- | ---------- | ----------------------------- | ---------- | ------ |
| 2018年 | 1月 - 3月   | 刻刻                       | 大橋誉志光 | 大高健生                      | 漫画       |        |
| 2018年 | 4月 - 6月   | ゴールデンカムイ           | 難波日登志 | 大高健生                      | 漫画       | 第一期 |
| 2018年 | 10月 - 12月 | ゴールデンカムイ           | 難波日登志 | 大高健生 松浦一郎             | 漫画       | 第二期 |
| 2020年 | 1月 - 3月   | pet                        | 大森貴弘   | 大高健生                      | 漫画       |        |
| 2020年 | 10月 - 12月 | ゴールデンカムイ（第三期） | 難波日登志 | 佐藤公章                      | 漫画       |        |
| 2022年 | 7月 - 9月   | ブッチギレ!                | 平川哲生   | 佐藤悠平                      | オリジナル |        |
| 2025年 | 4月 - 6月   | ユア・フォルマ             | 尾崎隆晴   | 佐藤悠平                      | 小説       |        |

### 劇場アニメ
| 公開年 | タイトル | 監督     | アニメーション プロデューサー | 原作 | 備考                         |
| ------ | -------- | -------- | ----------------------------- | ---- | ---------------------------- |
| 2017年 | 虐殺器官 | 村瀬修功 | 大高健生                      | 小説 | マングローブから制作引き継ぎ |

### Webアニメ
| 配信年 | タイトル                                                 | 監督       | 原作 | 備考                  |
| ------ | -------------------------------------------------------- | ---------- | ---- | --------------------- |
| 2021年 | スター・ウォーズ: ビジョンズ「のらうさロップと緋桜お蝶」 | 五十嵐祐貴 | 映画 | Disney+より全世界配信 |

## 関連人物

### 制作
- 山本幸治（代表）
- 根本慎太郎（取締役）
- 大髙健生（現：Voil代表取締役[7]）